# Ясенки (деревня, Москва)
Ясенки — деревня в Троицком административном округе Москвы (до 1 июля 2012 года была в составе Подольского района Московской области). Входит в состав района Вороново.

## Население
| 1859 | 1890 | 1899 | 1926 | 2002 | 2006 | 2010 |
| ---- | ---- | ---- | ---- | ---- | ---- | ---- |
| 194  | ↘176 | ↘147 | ↗181 | ↘80  | ↘53  | ↗80  |

Согласно Всероссийской переписи, в 2002 году в деревне проживало 80 человек (34 мужчины и 46 женщин). По данным на 2005 год в деревне проживало 53 человека.

## География
Деревня Ясенки расположена в южной части Троицкого административного округа, на Варшавском шоссе примерно в 62 км к юго-западу от центра Москвы. В 4 км к западу от деревни проходит Калужское шоссе А130, в 10 км к северу — Московское малое кольцо А107, в 4 км к югу — Большое кольцо Московской железной дороги.
К деревне приписано 2 садоводческих товарищества и 4 дачных партнёрства. Ближайшие населённые пункты — посёлок ЛМС и деревня Сахарово. Связана автобусным сообщением с 5-м микрорайоном Северного Бутова, городом Подольском (маршруты № 1028, 1036, 1050 и 1077) и городом Троицком.

## История
В переписной книге Замыцкого стана Московского уезда 1704 года говорится, что «Село Ясное … заселено после 1678 года» и принадлежало стольнику Тимофею Ржевскому и далее его наследникам. В 1693 году в селе была построена деревянная церковь во имя преподобного отца Александра Свирского чудотворца. В середине XIX века усадьбой владел статский советник А.А. Чичерин. В 1890 году жена германского подданного Л.Г. Гейц. В 1911 году М.А. Воздвиженская. Сохранился липовый парк с регулярным и пейзажной частей с прудом. Учебные здания и церковь Александра Свирского утрачены.
В материалах генерального межевания 1784 года также упоминается как село Ясное. Предположительно, название связано с положительной характеристикой жителей села (слово ясный в значении светлый, яркий, белый, чистый). В документах середины XIX века упоминается уже как Ясенки, и ошибочно воспринимается как образованное от названия дерева ясеня.
В «Списке населённых мест» 1862 года — владельческое сельцо 1-го стана Подольского уезда Московской губернии на Московско-Варшавском шоссе, из Подольска в Малоярославец, в 25 верстах от уездного города и 3 верстах от становой квартиры, при прудах и колодцах, с 18 дворами и 194 жителями (100 мужчин, 94 женщины).
По данным на 1899 год — деревня Вороновской волости Подольского уезда с 147 жителями.
В 1913 году — 35 дворов.
По материалам Всесоюзной переписи населения 1926 года — центр Ясенского сельсовета Вороновской волости Подольского уезда на Варшавском шоссе, в 18,1 км от станции Столбовая Курской железной дороги, проживал 181 житель (83 мужчины, 98 женщин), насчитывалось 38 хозяйств, из которых 37 крестьянских, имелась школа.
1929—1946 гг. — населённый пункт в составе Красно-Пахорского района Московской области.
1946—1957 гг. — в составе Калининского района Московской области.
1957—1963, 1965—2012 гг. — в составе Подольского района Московской области.
1963—1965 гг. — в составе Ленинского укрупнённого сельского района Московской области.
С 2012 г. — в составе города Москвы.